# Asthenes dorbignyi
Az Asthenes dorbignyi a madarak (Aves) osztályának verébalakúak (Passeriformes) rendjébe és a fazekasmadár-félék (Furnariidae) családjába tartozó faj.

## Rendszerezése
A fajt Heinrich Gottlieb Ludwig Reichenbach német botanikus és ornitológus írta le 1853-ban, Bathmidura nembe Bathmidura Dorbignyi néven.

## Alfajai
- Asthenes dorbignyi arequipae (P. L. Sclater & Salvin, 1869) vagy Asthenes arequipae[1]
- Asthenes dorbignyi consobrina Hellmayr, 1925
- Asthenes dorbignyi dorbignyi (Reichenbach, 1853)
- Asthenes dorbignyi huancavelicae Morrison, 1938 vagy Asthenes huancavelicae[1]
- Asthenes dorbignyi usheri Morrison, 1947[2]

## Előfordulása
Dél-Amerikában, az Andok keleti oldalán, Argentína és Bolívia területen honos. Természetes élőhelyei a szubtrópusi és trópusi magaslati cserjések. Állandó, nem vonuló faj.

## Megjelenése
Testhossza 16 centiméter, testtömege 17-23 gramm.

## Életmódja
Magányosan vagy párban, hangyákkal és magvakkal táplálkozik.

## Természetvédelmi helyzete
Az elterjedési területe nagyon nagy, egyedszáma viszont csökken, de még nem éri a kritikus szintet. A Természetvédelmi Világszövetség Vörös listáján nem fenyegetett fajként szerepel.